# Riedelbacher Heide

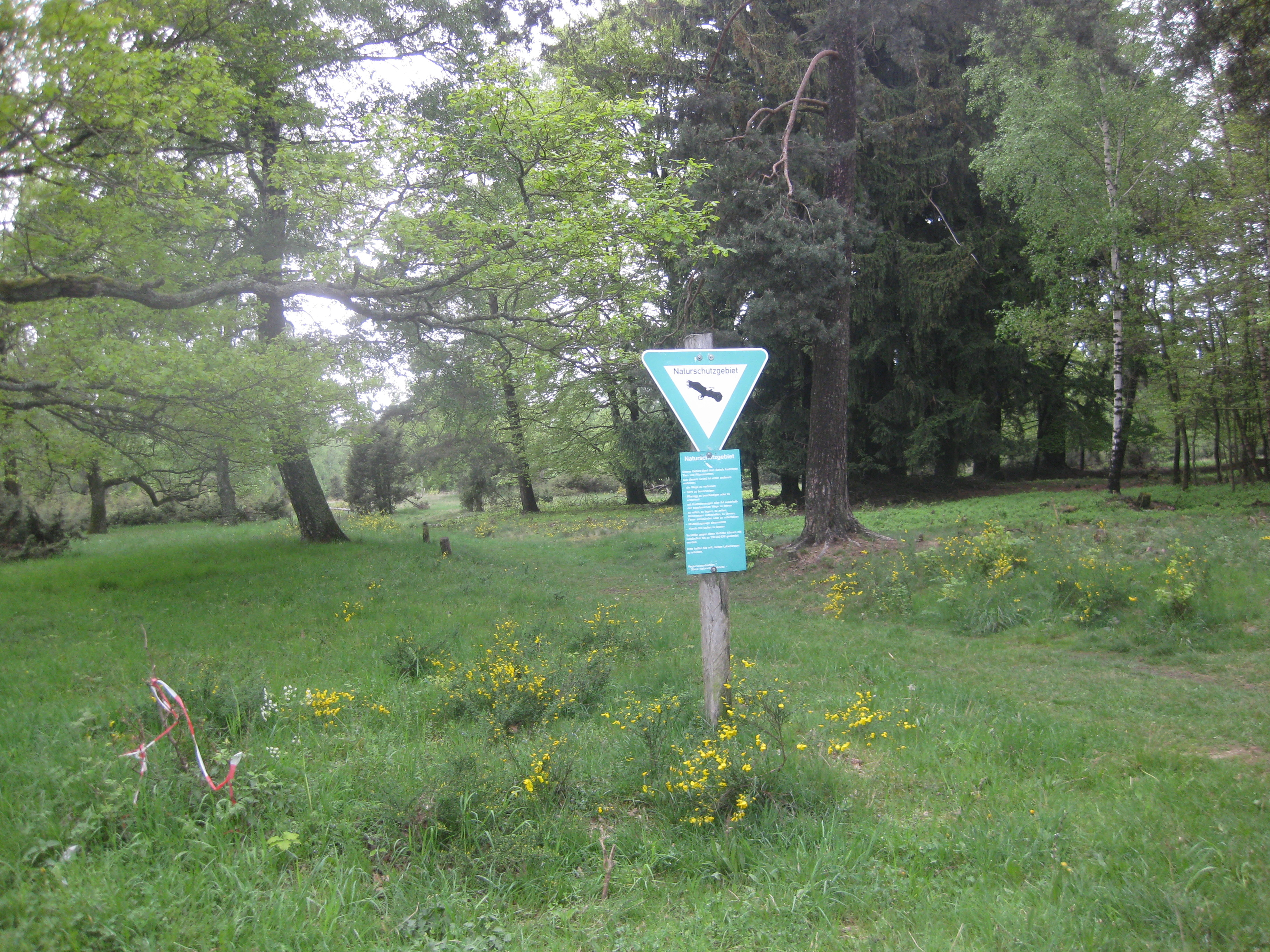
Naturschutzgebiet Riedelbacher Heide

Die Riedelbacher Heide ist ein Naturschutzgebiet in Riedelbach im Taunus (östlicher Hintertaunus) im Hochtaunuskreis.

## Geographische Lage

Naturschutzgebiet Riedelbacher Heide

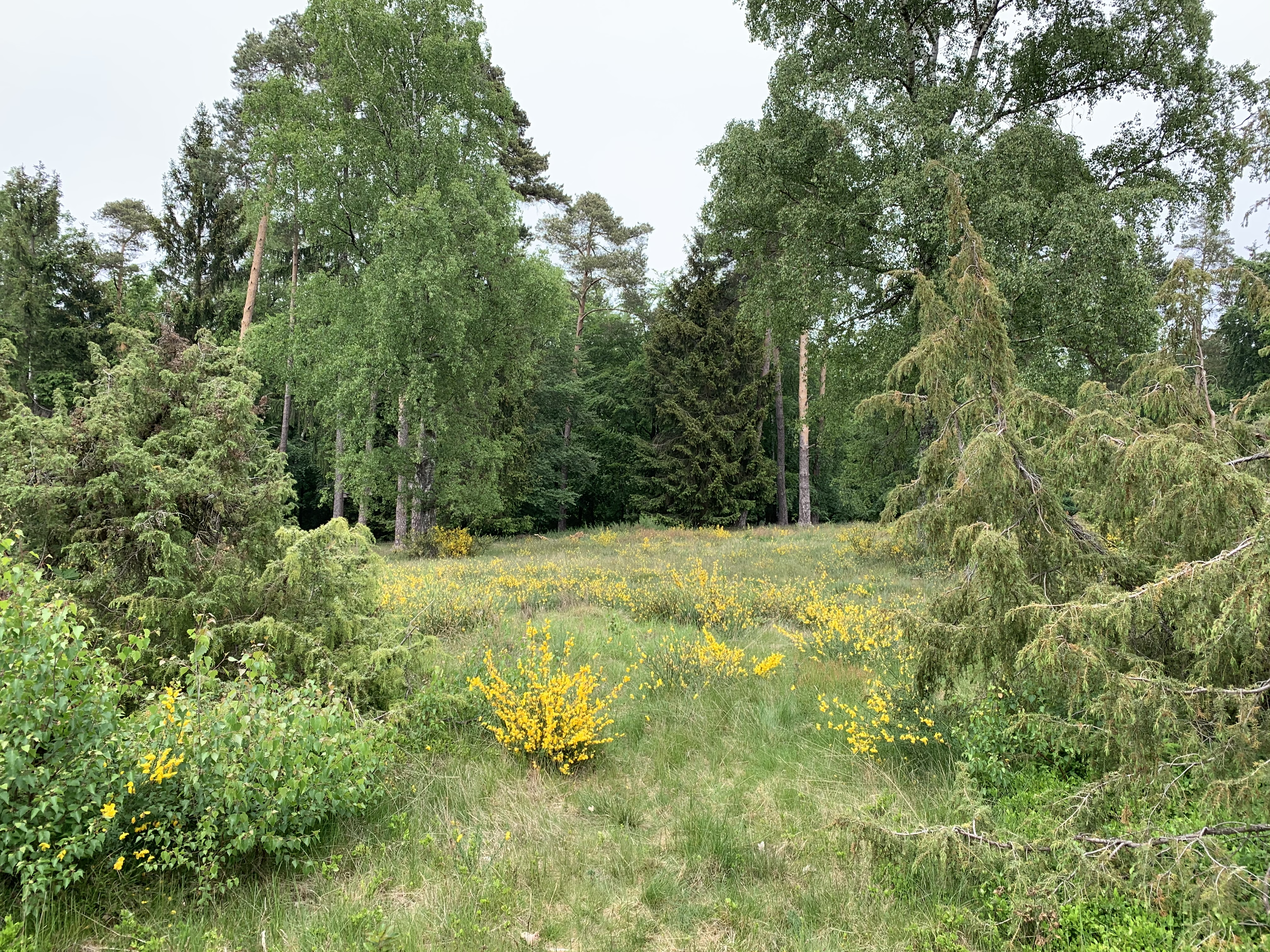
Naturschutzgebiet Riedelbacher Heide

Die Riedelbacher Heide liegt nordwestlich von Riedelbach im östlichen Hintertaunus, auf der sogenannten Feldberg-Langhals-Pferdskopf-Scholle (Pferdskopf-Taunus). Das Naturschutzgebiet liegt auf 510 und 525 m Höhe, östlich der Rennstraße.
Erreichbar ist die Riedelbacher Heide von dem Wanderparkplatz Kräuzerstein des Naturpark Taunus an der Bundesstraße 275 oder vom Parkplatz des Segelfluggeländes Riedelbach am Riedelbacher Sportplatz.

## Das Naturschutzgebiet
Das Naturschutzgebiet mit einer Größe von 8,44 Hektar wurde 1969 unter Schutz gestellt.
Die Riedelbacher Heide befindet sich oberhalb des Ortes zwischen dem Riedelbacher Segelflugplatz und dem Wald.
Die Riedelbacher Heide ist durch intensive Beweidung entstanden. Nach dem Zweiten Weltkrieg führte die Automatisierung der Landwirtschaft dazu, dass eine Bewirtschaftung dieser Flächen unwirtschaftlich wurde. Sie blieben sich selbst überlassen und bildeten eine schützenswerte Vielfalt von Pflanzen aus. Es sind aber weiterhin Kulturlandschaften, die ohne einen Eingriff des Menschen verschwinden würden. Ohne einen Eingriff des Menschen würden die Wiesen verbuschen und sich im Laufe der Zeit in einen Wald verwandeln. Eine Gruppe Umwelt der Lokalen Agenda 21 Weilrod kümmert sich um die Pflege des Geländes.